# Гайворонський Михайло Орест Іванович
Миха́йло О́рест Гайворо́нський (15 вересня 1892, Заліщики, Австро-Угорщина — 11 вересня 1949, Нью-Йорк, США) — український композитор, диригент, педагог, скрипаль, критик, громадський діяч, творець багатьох популярних стрілецьких пісень; головний диригент та інспектор військових оркестрів Армії УНР (1920).

## Біографія
Народився 15 вересня (за іншими даними 1 вересня) 1892 в Заліщиках. Його мати знала багато українських пісень, сама гарно співала, батько любив грати на сопілці. Наука гри на скрипці й музичної теорії почалася, коли Михайлу було 8 років. Вчив його брат тітки Василь Цалинюк.
Після закінчення народної школи поступив на навчання в Заліщицьку учительську семінарію. Там поширив свої знання музичних інструментів. На формування музично-естетичних поглядів, композиторської творчості Михайла Гайворонського мали вплив заліщицькі вчителі Василь Цалинюк, органіст Ф. Коньор, священник І. Туркевич та професор Е. Старжинський. На 17-му році життя вів мішаний та чоловічий хори семінарії та семінарський оркестр. Працював також з сільськими оркестрами у Старих Заліщиках, Добровлянах і в Блищанці.
З юнацьких років Михайло зазнав на рідній землі національної нерівності, тому використав першу нагоду, щоб змінити польське звучання свого прізвища (Гавронський) — українським.
Перші композиторські спроби й успіхи Гайворонського пов'язані з 1910-м роком. До його найраніших творів належать: хорова композиція на слова із збірки М. Шашкевича «Ой, вилетів орел». Її виконав заліщицький хор 1911 року. 1910 року диригує оркестром товариства «Січ».
1912 року випускник семінарії Гайворонський почав працювати учителем в Зашкові неподалік Львова. Одночасно студіював музику у Вищому музичному інституті імені Лисенка. На великому концерті у Львові, присвяченому 100-річчю від дня народження Т. Г. Шевченка, Михайло Гайворонський диригував учительським хором котрий, у тому числі, виконав його перші твори на слова Олександра Олеся.

### У лавах УСС
З початком I-СВ та розпадом Австро-Угорської імперії починається великий національно-визвольний рух Галичини. Гайворонський вступив до лав Українських січових стрільців, у складі сотні Василя Дідушка брав участь у карпатських боях.
З часом Михайло Гайворонський стає підхорунжим, композитором-диригентом, організатором духового оркестру Українських січових стрільців, інспектором (візитатором) військових оркестрів Української галицької Армії. Йому допомагав Роман Лесик — підхорунжий, диригент стрілецького оркестру, автор музичних творів «Легіон УСС», «Вечір в Україні», секстетів для кларнетів і саксофонів.
М. Гайворонський згадував:
| "При Українських Січових Стрільцях були три трубні орхестри. Першу вів я і Роман Лесик; від початків створення її аж до листопадових подій 1918 р. Друга орхестра повстала на весні 1918 р. при вишколі УСС під проводом Богдана Крижанівського”. Після декількох місяців самостійного існування цей оркестр (вже на Великій Україні) об’єднався із першим духовим оркестром. Третій оркестр УСС розпочав своє існування на початку 1919 р. під орудою музиканта першого оркестру Осипа Кухтина. |

#### Репертуар оркестрів
Репертуар оркестру поповнювався музичними творами Антіна Баландюка — підхорунжого, музиканта, композитора; Ярослава Барнича — композитора-диригента, учасника струнного квартету, автора музики до оперет «Гуцулка Ксеня», «Шаріка»; Богдана Крижанівського, Романа Купчинського, Левка Лепкого — авторів багатьох стрілецьких пісень.
Першим музичним твором, який виконав оркестр, був «Сокільський марш». Також виконували «Французький марш», та «Коломийковий похід» котрий записав Роман Лесик. Гайворонський склав власні марші: «1-й Стрілецький Похід», «2-й Стрілецький Похід», «Стрипа-марш», «В дорогу», «Їхав козак», «За рідний край» («Ми йдемо в бій») та інші. Пізніше розучили гімн «Ще не вмерла України», «Сальватор марш», «Молитву», «Похоронний марш», «В'язанку народних пісень» тощо.
Від 1918 року візитатор військових оркестрів УГА, керівник оркестру Українського театру в Кам'янці-Подільському, Театру Миколи Садовського (1919). На початку 1920-х років викладав у Вищому музичному інституті імені М. В. Лисенка у Львові, працював учителем музики у дівочій гімназії, диригентом з'єднаних хорів «Боян» та «Бандурист», брав активну участь у музичному житті.

### У еміграції
1923 року Михайло Гайворонський виїздить на постійне місце проживання до США, де у Нью-Йорку разом з Романом Придаткевичем заснував Музичну Консерваторію (1924). Водночас відвідував лекції у Колумбійському університеті. Невдовзі організував Український інструментальний оркестр, яким керував до 1936 року, також об'єднаний хор зі співаків 7 навколишніх церков, з якими влаштовував великі концерти своїх творів у 1932–1936.
З другої половини 1930-х зосередився на композиції, а також надавав постійну допомогу молоді, згуртованій у «Лізі Української Молоді Північної Америки».
1931 року важко захворів. Не зважаючи на хворобу, видавав композиції до українських пісень «Полісся» (1933).
1936 року опублікував свою працю «Наша музика в Америці». Незабаром у Жовкві вийшли його пісні у збірці «Поділля».
Особливо творчим для композитора був 1938 рік: опрацював білоруські народні пісні, оркестрові твори, видав твори «Прелюдія» та «Сонатіна» для скрипки з фортепіано.
З початком Другої світової війни мусив перервати кореспонденцію з рідним краєм. А згодом хвороба прикувала композитора до ліжка. Останні твори його були в більшості хоральні.
Життя обірвалося на 57-му році. Помер 11 вересня 1949 року в Нью-Йорку, де й похований.

## Творчість

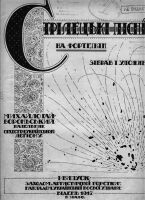

До найвідоміших з композицій Гайворонського належать понад 30 стрілецьких пісень (кілька на власні тексти), рапсодія «Довбуш», увертюри, танці та марші для духового оркестру. Серед них:
- Їхав стрілець на війноньку
- Гей, там на горі Січ іде
- Йде січове військо
- Коли ви вмирали, вам дзвони не грали
- Сповнилась міра, кров братів
- Ой впав стрілець
- Від Синього Дону до Сивих Карпат
- Живи, Україно (на лірику Олеся)

та інші.
В Америці були створені «Симфонічне алегро», вальс «Червона калина», квартет «Морозенко», «Різдвяна сюїта» і «Коломийка» для скрипкового тріо, скрипкові твори «Елегія», «Колискова», «Пісня без слів», «Серенада», «Сонатина».
Перу композитора належать також хорові збірки «Колядки та щедрівки», «Гуцульське Різдво», дві Служби Божі, два «Іже Херувим». З театральної музики — найвідоміша його музика до п'єс «Вій», «Довбуш» та «Гетьман Дорошенко».

## Вшанування пам'яті
У Заліщиках іменем М. Гайворонського названо вулицю; йому встановлено пам'ятник (1992; скульптор М. Невеселий).
У Львові існує вулиця Гайворонського Михайла.